# الوان آبیلگسه
الوان آبیلگسه (انگلیسی: Elvan Abeylegesse؛ زادهٔ ۱۱ سپتامبر ۱۹۸۲) دونده ماراتن، دونده دو نیمه‌استقامت و دونده دو استقامت اتیوپی‌تبار اهل ترکیه است.
وی در دو ۵۰۰۰ متر و ۱۰۰۰۰ متر بازی‌های المپیک تابستانی ۲۰۰۸ موفق به کسب مدال نقره شده بود اما به دلیل مثبت اعلام شدن تست دوپینگ مدال‌ها از وی پس گرفته شد.